# Enrico Arrigo Testa
Enrico Arrigo Testa (Lentini, 13e eeuw – Parma, 15 juni 1247) of Henricus Testa de Aritio was een hoveling van keizer Frederik II van het Heilige Roomse Rijk in Italië. Aan Testa wordt het gedicht Vostra orgogliosa ciera (1245) toegeschreven; dit gedicht is opgenomen in drie manuscripten die vroegmiddeleeuwse Italiaanse lyrische poëzie bespreken.

## Levensloop

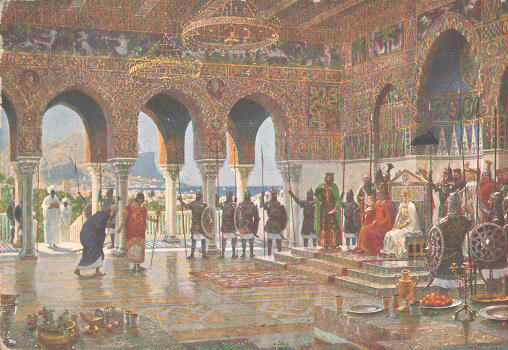
Hofleven van keizer Frederik II in Palermo

De identificatie van de auteur van Vostra orgogliosa ciera is een moeilijk proces geweest. De drie oude manuscripten met het gedicht stemmen onderling niet overeen wat het auteurschap aangaat. Er zijn meerder Zuid-Italianen met de naam Testa of de Aricis of ook de Avitis of de Aritio; de voornamen Enrico en Arrigo zijn overigens varianten.
Alleszins was Testa een hoveling van keizer Frederik II en wordt aangenomen dat hij afkomstig was van Lentini op Sicilië. Hij was een rondtrekkend keizerlijk ambtenaar die in verschillende steden werkzaam was als baljuw (of podestà). Zo was Testa baljuw vooreerst in Siena (1229-1230). Dit ambt eindigde met zijn arrestatie door troepen uit Florence. Hij geraakte in Florentijnse gevangenschap, waarvoor hij zelfs een schadevergoeding vroeg. Nadien was Testa baljuw in Ravenna (1234 en 1238), Ferrara (1239), Parma (1241), Lucca (1245) en opnieuw Parma (1246-1247).
Vanaf 1245 verspreidt zijn gedicht Vostra orgogliosa ciera zich. Het bestaat uit vijf strofen met zevenlettergrepige verzen. In dit liefdesgedicht zet hij vrouwen, die hij het hof maakt, neer als wreed en trots. Het is het enige gekende gedicht van zijn hand.
In 1247 vond Testa de dood terwijl hij Parma verdedigde tegen een aanval door een militie van Welfen. De Welfen stonden onder leiding van Gherardo da Correggio. Deze man had een militie opgericht van mannen die de keizer verbannen had. Hun wraak oefenden ze uit op Parma, waar baljuw Testa bestuurder was in naam van de keizer was. Zij doodden Testa.